# Dryasmarkatta
Dryasmarkatta (Cercopithecus dryas) är en primat i släktet markattor som förekommer i ett mycket begränsat område i centrala Afrika.

## Beskrivning
Arten liknar dianaapan i utseende trots att de förekommer i helt olika afrikanska regioner. Främre halsen och armarnas framsida är vita, höften och stjärten är orangeröd, ryggen är gröngrå. Övriga delar av pälsen är svarta och även i ansiktet finns ett svart skägg. Kroppslängden ligger mellan 40 och 55 cm och därtill kommer en upp till 75 cm lång svans. Vikten ligger mellan 4 och 7 kg.
Dryasmarkattan lever bara i ett mindre område i Kongo-Kinshasa i Kongoflodens slättland. Habitatet utgörs av inte alltför täta skogar där individerna vistas på träd högt över marken.
Arten är främst aktiva på dagen. Individerna bildar flockar med upp till 30 medlemmar som består av en dominant hanne, flera honor och deras ungar. De äter frukter, blad och blommor samt ryggradslösa djur.

## Hot
Arten jagas liksom andra markattor när den besöker människans odlingar samt för köttets skull. Den hotas även av skogsavverkningar. IUCN listar arten som starkt hotad (endangered).

## Systematik
Tidigare antogs att dryasmarkattan är en underart till dianaapan men enligt nyare forskningar utgör den en egen artgrupp (dryas-gruppen) i släktet markattor. I äldre verk listas ytterligare en art med det vetenskapliga namnet Cercopithecus salongo som är identisk med dryasmarkattan.